# Four Mile Brook (dopływ West River of Pictou)
Four Mile Brook Brook (do 26 marca 1976 Fourmile Brook) – strumień (brook) w kanadyjskiej prowincji Nowa Szkocja, w hrabstwie Pictou, płynący w kierunku południowo-wschodnim i uchodzący do West River of Pictou; nazwa Fourmile Brook urzędowo zatwierdzona 30 maja 1966.